# Bleek meniezwammetje
Het bleek meniezwammetje (Xanthonectria pseudopeziza) is een schimmel die behoort tot de familie Bionectriaceae. Het leeft saprotroof op hout en schors van loofbomen en struiken. 

## Verspreiding
In Nederland komt het bleek meniezwammetje vrij zeldzaam voor. Het staat niet op de rode lijst en is niet bedreigd.